# Lincoln (Vermont)
Pour les articles homonymes, voir Lincoln.
Lincoln est une ville américaine située dans le Comté d'Addison, dans le Vermont. Selon le recensement de 2020, sa population est de 1 323 habitants.